# Sergej Mironovič Kirov
Sergej Mironovič Kirov, cognome vero Kostrikov (in russo Серге́й Миро́нович Ки́ров?; Uržum, 27 marzo 1886 – Leningrado, 1º dicembre 1934) è stato un rivoluzionario, politico e funzionario sovietico.
Importante dirigente del Partito comunista sovietico, strettamente legato a Stalin, divenne nel 1926 capo del partito a Leningrado; favorevole ai programmi di collettivizzazione e industrializzazione forzata, nella prima metà degli anni trenta assunse un ruolo di crescente influenza all'interno del gruppo dirigente staliniano. Morì assassinato il 1º dicembre 1934 da Leonid Nikolaev, giovane militante comunista legato apparentemente alle correnti dell'opposizione di sinistra antistaliniana di Grigorij Zinov'ev; la sua uccisione diede inizio alla repressione dei gruppi di opposizione di Lev Trockij, Lev Borisovič Kamenev e Zinov'ev, che sarebbe sfociata nei processi del 1936. 
Sulle reali responsabilità della morte di Kirov si è sviluppato un acceso dibattito; mentre dopo la destalinizzazione si affacciarono presunte responsabilità dello stesso Stalin, desideroso di eliminare un possibile rivale e di trovare un pretesto per accentuare la repressione; attualmente questa versione non è condivisa da tutti gli studiosi ed alcuni ritengono che il delitto sia stato effettivamente opera dell'opposizione di sinistra all'interno del partito e del Komsomol.

## Biografia

### Origini e formazione
Nato il 27 marzo 1886, il suo pseudonimo, adottato per la prima volta a firma di un articolo del  26 aprile 1912, ricorda Kỹros, nome di un martire cristiano del III secolo in Egitto, tratto da un calendario ortodosso dei santi, oppure da Ciro, imperatore persiano con l'aggiunta del suffisso -ov. Nato da una povera famiglia di Uržum (oblast' di Kirov), Kirov perse i propri genitori quando era ancora giovane e fu quindi trasferito in orfanotrofio. Soffrendo la situazione di profonda miseria in cui versava la Russia in quel periodo, Kirov divenne presto un marxista e si unì al Partito Operaio Socialdemocratico Russo nel 1904.

### La partecipazione alla rivoluzione del 1905
Kirov prese parte alla rivoluzione russa del 1905, durante la quale fu arrestato e successivamente rilasciato. Si unì ai bolscevichi poco dopo essere uscito di prigione e cominciò a stampare giornali illegali, cosa che gli procurò ripetuti arresti. Braccato dalla polizia zarista, Kirov dovette fuggire nel Caucaso, dove rimase fino all'abdicazione dello zar Nicola II.
Dirigente importante del partito bolscevico, prese parte con un ruolo attivo alla rivoluzione d'ottobre del 1917 e, successivamente, alla guerra civile combattuta fra l'Armata Rossa e le armate bianche, in qualità di presidente del comitato militare rivoluzionario della regione di Astrachan'. Fu in questo contesto che, nel marzo 1919, Kirov operò con durezza per reprimere ogni opposizione al potere bolscevico anche tra alcune frange operaie. Kirov diresse l'eliminazione di un numero variabile tra 2.000 e 4.000 scioperanti e ammutinati dell'Armata Rossa ad Astrachan'; la più dura repressione anti-operaia effettuata dai bolscevichi prima della rivolta di Kronštadt del 1921.

### La carriera politica, l'attentato e la morte
Nel 1921 divenne capo dell'organizzazione di partito nell'Azerbaigian. Kirov sostenne Stalin sin dalla morte di Lenin e gli offrì il suo supporto nel 1927, quando, al XV Congresso del Partito, sostenne l'espulsione dei sostenitori di Trockij e Zinov'ev. Nel 1926 fu chiamato a organizzare il partito a Leningrado. Al XVII Congresso (chiamato anche il "congresso dei vincitori"), nel 1934, Kirov fu eletto nel Comitato Centrale con soli tre voti negativi, diventando il dirigente con più voti favorevoli emerso da detto Congresso. Stalin lo chiamò a Mosca, ma Kirov rifiutò, perché intendeva terminare il suo lavoro a Leningrado.

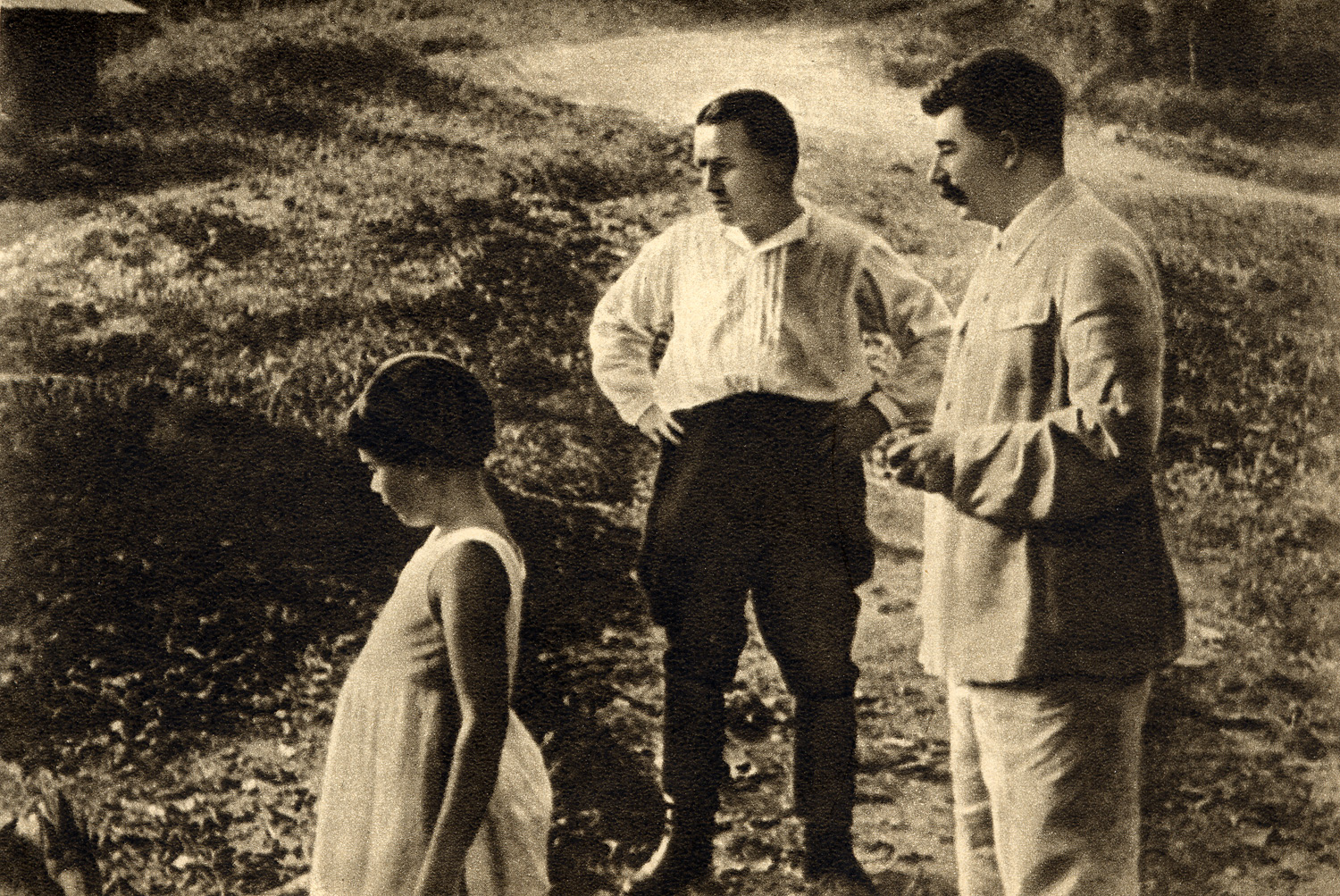
Kirov e Stalin nel 1934

Il 1º dicembre dello stesso anno, alle ore 16:30, Kirov fu assassinato a Leningrado da Leonid Nikolaev, giovane membro del partito; l'attentatore, catturato subito, uccise Kirov con alcuni colpi di pistola davanti alla porta del suo ufficio nei corridoi del famoso Palazzo Smolny, sede del partito comunista leningradese. Fu sepolto nella necropoli delle mura del Cremlino di Mosca.

## Le reazioni all'omicidio
Stalin apparve molto scosso dall'avvenimento, si recò personalmente sul posto, diede in escandescenze contro i capi locali dell'NKVD e diresse la prima fase delle indagini, interrogando personalmente Nikolaev, che apparve confuso e instabile psichicamente; ben presto si ritenne che i responsabili fossero gli ex oppositori politici e le cellule "antipartito" infiltrate nell'organizzazione statale e nel Komsomol. L'intero gruppo della presunta cellula terroristica legata a Zinov'ev nel Komsomol fu rapidamente individuato, processato a porte chiuse e fucilato alla fine del 1934.
Stalin diede all'assassinio una notevole rilevanza: apparentemente considerò la notizia come una tragedia e indisse funerali di stato, durante i quali si dimostrò commosso e colpito dalla morte di Kirov. L'ipotesi di un complotto interno al partito è stata smentita anni dopo dall'ex colonnello dell'Armata Rossa Grigorij Aleksandrovič Tokaev, membro di una cellula segreta filo-trockijsta ai tempi dell'assassinio di Kirov, che aveva seguito i preparativi dell'operazione.
Fin dal 16 dicembre furono arrestati Lev Kamenev e Grigorij Zinov'ev, considerati i mandanti politici dell'attentato e i responsabili della corrente antipartito zinovevista-kamenevista-trockijsta che tramava per dissolvere lo stato dei soviet, il 16 gennaio 1936 i due capi bolscevichi avrebbero ricevuto le prime condanne detentive; il periodo del terrore staliniano era solo all'inizio. Le tre commissioni di inchiesta costituite dal regime sovietico nel 1956, nel 1960 e nel 1967 giunsero a conclusioni contraddittorie; mentre la commissione del 1960 diretta da Švernik ripropose la teoria della cospirazione, la commissione del 1956 e quella del 1967, la commissione Pelše, affermarono che non si era trattato affatto di un complotto ma che Nikolaev aveva agito da solo

## Il dibattito storico
Sulle responsabilità dell'omicidio di Kirov a partire da quando Nikita Chruščёv per la prima volta in due differenti discorsi parlò di probabile responsabilità diretta di Stalin, molti studiosi hanno presentato conclusioni ampiamente differenti sul ruolo del dittatore e sui reali organizzatori dell'atto terroristico. Chruščёv ordinò un'inchiesta precisa ma non raggiunse conclusioni definitive, nonostante alcuni indizi sospetti: il comportamento poco professionale della polizia politica di Leningrado, la scomparsa o l'uccisione di tutti i testimoni, le presunte divergenze tra Kirov e Stalin, le numerose versioni contrastanti diramate dalle fonti staliniane.
Le ricostruzioni degli storici sono state a lungo controverse: mentre Adam Ulam escluse un coinvolgimento di Stalin, lo studioso anticomunista Robert Conquest espresse una valutazione opposta. Conquest afferma che dopo il grande successo di Kirov al cosiddetto "congresso dei vincitori" dove raccolse molti più consensi di Stalin, il dittatore temesse la sua crescente popolarità, ci sarebbero stati contrasti politici e scontri verbali tra i due. Stalin avrebbe dato un ordine verbale direttamente al capo dell'NKVD, Genrih Jagoda, di cui peraltro l'autore ammette non esistere prova documentale. Gli indizi contro Stalin elencati da Conquest sono: il mancato arresto di Nikolaev in precedenza dopo due suoi altri tentativi di avvicinarsi a Kirov con un'arma nella valigetta; le munizioni della pistola di Nikolaev che provenivano dal circolo sportivo dell'NKVD; la facilità di accesso a Palazzo Smolny di Nikolaev che rimase in attesa per ore dell'arrivo di Kirov; l'assenza della guardia del corpo di Kirov, l'agente Borisov, trattenuto all'ingresso del palazzo, l'uccisione di Borisov due giorni dopo da parte di agenti dell'NKVD.
Gianni Rocca giunge a conclusioni parzialmente diverse: l'autore descrive l'attentatore come uno squilibrato di scarso peso, verosimilmente individuato subito dalla polizia di Leningrado ma lasciato libero per poter accertare l'estensione della congiura antipartito; Jagoda, informato dalla polizia di Leningrado ma ugualmente deciso a lasciare libero Nikolaev, sarebbe stato soprattutto superficiale e maldestro; è scarsamente verosimile che Stalin, in questa fase politicamente debole, si sarebbe assunto la responsabilità di organizzare un simile crimine, con il coinvolgimento di Jagoda e dei massimi dirigenti dell'NKVD, fanatici bolscevichi e non ancora strettamente asserviti al dittatore.
Domenico Losurdo riporta le conclusioni delle ricerche russe più recenti che tendono a sminuire le conclusioni del racconto di Chruščёv anche se escludono la presenza di una vasta cospirazione antistaliniana; l'autore evidenzia la totale fiducia del dittatore in Kirov e la loro amicizia personale. Losurdo descrive inoltre le reazioni compiaciute di Trockij per l'attentato, la sua simpatia per l'attentatore e le sue dure critiche rivolte a Kirov, "dittatore abile e senza scrupoli di Leningrado". Lo storico italiano Andrea Graziosi sembra anch'egli propendere, sulla base degli studi di autori russi, "sull'ipotesi dell'assassinio solitario" da parte di Nikolaev guidato forse da motivi di risentimento personale verso Kirov.
Il biografo di Stalin Boris Souvarine affermò come "era evidente sin dall’inizio che l’attentato era stato architettato dalla GPU, che l’assassino era stato un semplice strumento e che la responsabilità principale spettava all’onnipotente segretario generale." .
Leopold Trepper, il capo della rete spionistca sovietica durante la guerra mondiale a Parigi e Bruxelles, attribuì a Stalin l'assassinio di Kirov nelle proprie memorie. .
Unica conclusione certa per Rocca: il fatto di sangue sembrava confermare le tesi del dittatore sulla necessità di mantenere la vigilanza e di combattere spietatamente la cospirazione antisovietica, ampiamente diffusa all'interno dell'Unione Sovietica.

## Tributi
- Pochi giorni dopo il suo assassinio le grandi officine meccaniche Putilov a Leningrado ricevettero la nuova denominazione in suo onore di officine Kirov.
- Nel 1939 fu costruita una grande statua di bronzo di Kirov a Baku, rimossa nel 1992 dopo l'indipendenza dell'Azerbaijan.
- Il Teatro Mariinskij di Pietroburgo venne dedicato a Sergej Kirov, diventando in epoca sovietica il Teatro Kirov.
- Numerose città dell'Unione Sovietica furono ribattezzate in onore di Kirov.
- La classe di incrociatori della Marina Sovietica Kirov venne nominata in suo onore, con l'unità che portava il nome Kirov, utilizzata contro i finlandesi durante la guerra d'inverno, che fu la nave ammiraglia durante le operazioni di evacuazione della flotta sovietica da Tallinn verso Leningrado. Dopo la demolizione nel 1974, due torri di artiglieria della Kirov sono oggi conservate a San Pietroburgo come monumento.
- La classe Kirov di incrociatori da battaglia fu nominata in suo onore, anche se la nave che portava il nome di Kirov venne rinominata Ammiraglio Ušakov nel 1992.